# Wolfgang Wellner (Jurist)
Wolfgang Wellner (* 25. August 1953 in St. Ingbert) ist ein deutscher Jurist. Er war von 1999 bis 2019 Richter am Bundesgerichtshof.

## Leben und Wirken
Wellner trat nach Abschluss seiner juristischen Ausbildung 1982 in den Justizdienst des Saarlandes ein und war beim Landgericht Saarbrücken und den Amtsgerichten Homburg, Völklingen, Neunkirchen und Ottweiler tätig. 1985 wurde er zum Richter am Landgericht Saarbrücken ernannt. Von Oktober 1986 bis September 1989 folgte eine Abordnung als wissenschaftlicher Mitarbeiter an den Bundesgerichtshof. 1991 wurde Wellner zum Richter am Oberlandesgericht in Saarbrücken ernannt.
Nach seiner Ernennung zum Richter am Bundesgerichtshof im Dezember 1999 wies das Präsidium Wellner dem vornehmlich für das Recht der unerlaubten Handlungen, das Arzthaftungsrecht und das Verkehrsunfallrecht zuständigen VI. Zivilsenat zu. Seit August 2002 war er zudem Vertreter der beisitzenden Mitglieder des Senats für Notarsachen. Als stellvertretendes bzw. ordentliches Mitglied war er ferner seitdem in den Gemeinsamen Senat der obersten Gerichtshöfe des Bundes und seit dem Dezember 2015 in den Großen Senat für Zivilsachen entsandt. Wellner trat am 31. März 2019 in den Ruhestand. Er ist seitdem als Rechtsanwalt tätig.